# 하디-바인베르크 원리

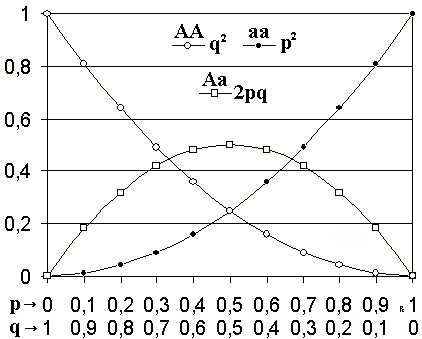

하디-바인베르크 원리(영어: Hardy-Weinberg principle)는 세대가 바뀌어도 대립유전자의 종류와 빈도 및 유전자형 빈도가 변하지 않는 유전적 평형 상태에 있는 멘델 집단에서는 대를 거듭하여도 대립유전자의 빈도가 변하지 않고 일정하게 유지된다는 것이다. 하디-바인베르크 평형(영어: Hardy-Weinberg equilibrium), 하디-바인베르크 법칙(영어: Hardy-Weinberg law), 하디-바인베르크 모델(영어: Hardy-Weinberg model), 하디-바인베르크 정리(영어: Hardy-Weinberg theorem)라고도 불린다. 이 원리의 이름은 1908년에 서로 독립적으로 유전자 풀에 대한 원리를 이끌어낸 영국의 수학자인 고드프리 하디와 독일의 내과의사이자 생물학자인 빌헬름 바인베르크의 이름을 따서 명명되었다. 이 원리에 따르면 멘델 집단일 경우, 그 집단의 세대가 대를 거듭하여도 대립유전자의 빈도가 항상 일정하게 유지된다는 것이다.

## 하디-바인베르크 평형
하디-바인베르크 평형(영어: Hardy-Weinberg equilibrium)은 대를 거듭하더라도 유전자풀에서 대립유전자의 빈도가 변하지 않고 평형상태를 유지하는 것을 말한다.
하디-바인베르크 평형을 수학적으로 증명하기 위해 개체군 A의 유전자 풀에 우성유전자 A와 열성유전자 a가 있다고 가정한다. 한 세대에서 AA의 유전자형 빈도를 e, 2Aa의 유전자형 빈도를 2f, aa의 유전자형 빈도를 g라 했을 때 A와 a의 유전자 빈도는 다음과 같다.
A의 유전자 빈도= e+f = p
a의 유전자 빈도= f+g = q
| {\displaystyle p^{2}} (AA) | {\displaystyle pq} (Aa)    |
| {\displaystyle qp} (aA)    | {\displaystyle q^{2}} (aa) |

표의 퍼넷 사각형은 배우자의 유전자 빈도와 곱셈의 법칙을 이용하여 다음 세대의 자손(2세대)에서 나타나는 유전자형의 빈도를 계산한 것이다. 이를 이용해 1세대에서 대립 유전자 W와 w의 유전자빈도를 구하는 방법과 같은 방법으로 2세대의 유전자 빈도를 구하면 다음과 같다.
A의 유전자 빈도= {\displaystyle p^{2}+pq}
a의 유전자 빈도= {\displaystyle q^{2}+pq}
p+q=1이므로
A의 유전자 빈도= {\displaystyle p^{2}+pq=p(p+q)=p}
a의 유전자 빈도= {\displaystyle q^{2}+pq=q(q+p)=q}
라는 결과, 즉 1세대와 2세대의 유전자 빈도는 같다는 결과가 나온다. 그리고 2세대의 유전자 빈도의 합 이므로 세대가 거듭되어도 유전자형 빈도와 유전자 빈도는 변하지 아니한다.
하디-바인베르크 평형이 일어나려면 유전자풀이 변하지 않고 교배가 자유롭게 일어나야 한다. 이렇게 하디-바인베르크 평형이 이루어지는 집단을 멘델 집단이라 하는데 그 조건은 다음과 같다.

## 하디-바인베르크 평형 조건 (멘델 집단의 조건)
하디-바인베르크 평형에 도달하기 위해서는 아래 조건들을 모두 만족해야만 한다.
- 무작위 교배가 이루어져야 한다.
- 집단이 매우 커야 한다.
- 돌연변이나 이주가 없다.
- 자연선택이 작용하지 않는다.
- 집단간의 유전자 흐름이 없다.

만약 이 조건들 중 하나라도 만족하지 못한다면, 그 집단은 진화적 변화를 나타낸다. 대부분의 자연 집단의 경우 이 조건들을 만족하지 못한다.
첫 번째 가정은 무작위 교배(random mating)로 이는 두 유전자형이 짝 지어질 확률은 집단 내에서의 그 유전자형 빈도의 곱과 같다는 의미이다. 만약,MM 유전자형이 집단의 90%를 차지한다고 하면 어느 한 개체가 MM 유전자형의 개체와 교배할 확률은 90%이다. MM과 MM이 교배할 확률은 (0.9)*(0.9)=0.81이다.
선택이나 주어진 상황 때문에 무작위 교배가 이루어지지 않는다. 한 개체가 특정한 표현형의 개체를 교배짝으로 선택한다면 이것을 분별교배(assortative mating)라고 한다. 개체들이 유사한 표현형의 개체와 교배할 때 이것을 양의 분별교배 또는 동류교배라고 한다

### 집단이 크다
각각의 세대에서 매우 많은 수의 배우자가 만들어질 때 조차도 다음 세대는 전 세대 배우자의 비교적 작은 부분의 표본일 뿐이다. 하나의 표본은 한 집단을 정확히 대표하지 못할 수도 있다. 특히 표본이 작을 때 더욱 그렇다. 따라서 하디-바인베르크 평형의 두 번째 가정은 집단이 무한히 크다는 것이다. 큰 집단은 배우자의 큰 표본을 생산한다. 표본이 크면 클수록 자손의 대립 유전자 빈도가 부모집단의 대립유전자 빈도를 정확히 대표할 확률이 커진다. 집단이 작거나 대립유전자의 빈도가 아주 낮을 때 대립유전자의 빈도는 우연에 의해서 바뀐다. 이런 우연에 따른 대립 유전자 빈도 변화를 무작위 유전부동(random genetic drift) 또는 유전부동(genetic drift)라 한다.

### 돌연변이나 이주가 없다
돌연변이가 일어나거나 집단 내외로 개체가 이주하여 대립유전자가 소실되거나 첨가될 때 대립 유전자 빈도와 유전자형 빈도의 변화가 일어날 수 있다. 하디-바인베르크 평형의 가정은 집단의 대립유전자 소실이나 첨가를 일으키는 돌연변이나 이주가 없어야 한다는 것이다.

### 자연선택이 작용하지 않는다
하디-바인베르크 평형의 마지막 가정은 어느 개체도 다른 개체에 비해 자기의 유전자형에 따른 어떠한 생식적 유리함도 없어야 한다는 것이다. 다시 말하자면, 자연선택이 작용하지 않아야 한다.

## 활용
자연 상태에서는 하디-바인베르크 평형을 만족하는 집단이 거의 없다. 멘델 집단의 조건을 모두 만족하는 집단이 없어 돌연변이, 자연선택, 유전적 부동, 이주, 격리 등의 이유로 인해 유전자풀이 변하기 때문이다. 그러나 이런 소진화의 과정은 너무 느려서 개체군은 거의 평형을 이루고 있는 것처럼 보인다. 따라서 사람들은 대립인자와 유전자형의 발현빈도를 추정해 개체군의 진화에 대한 연구나 공중 보건학 등에 응용할 수 있다.

## 같이 보기
- 평균으로의 회귀
- 다항 분포
- 집단유전학
- 유전적 다양성
- 창시자 효과
- 개체군 병목현상
- 유전적 부동
- 자연선택
- 적합도